# Franz Anderle (Widerstandskämpfer)
Franz Anderle (geboren am 21. Juli 1898 in Brunn am Gebirge; hingerichtet am 13. März 1944 in Wien) war ein österreichischer Trafikant und Widerstandskämpfer gegen den Nationalsozialismus. Er wurde vom NS-Regime zum Tode verurteilt und im Wiener Landesgericht geköpft.

## Leben und Werk
Anderle war Funktionär der Kommunistischen Partei Österreichs, wurde im Jänner 1942 festgenommen und am 27. November  1943 vom Volksgerichtshof wegen „Vorbereitung zum Hochverrat“ und „Feindbegünstigung“ zum Tode verurteilt. Aus dem Urteil des Volksgerichtshofs:
„Die Angeklagten [Therese] Klostermann, Gebrüder Heindl [ Franz Heindl und Michael Heindl], Franz Hauer, [Franz] Anderle und [Max] Schrems sind dadurch, dass sie bis Ende 1942 als Funktionäre der Kommunistischen Partei versucht haben, die Heimatfront zu zersetzen, der schwer kämpfenden Front in den Rücken gefallen. Solche Taten können nur mit dem Tode gesühnt werden. Der nationalsozialistische Staat würde sich selbst aufgeben, wenn er Menschen, die noch im 4. Kriegsjahr bewusst für den Kommunismus arbeiteten, nicht endgültig aus der deutschen Volksgemeinschaft ausschließen würde.“
Die Hinrichtung von Franz Anderle erfolgte am 13. März 1944 im Wiener Landesgericht durch das Fallbeil.
Er wurde in der Schachtgrabanlage am Wiener Zentralfriedhof (in Gruppe 40) bestattet. Bezüglich Reihe und Grab bestehen divergierende Angaben.

## Gedenken
Sein Name findet sich auf einem Denkmal und zwei Gedenktafeln: 
- Gedenktafel im ehemaligen Hinrichtungsraum des Wiener Landesgerichts, wo Anderle zu Tode gekommen ist[4]
- Denkmal gegen Krieg und Faschismus im Schulpark von Brunn am Gebirge
- Gedenktafel am KPÖ-Haus in der Bahnstraße 2 von Brunn am Gebirge[5]

Das Gemeindeamt Brunn am Gebirge hat die Adresse Franz Anderle-Platz 1.

## Quelle
- Heinz Arnberger / Claudia Kuretsidis-Haider (Hg.): Gedenken und Mahnen in Niederösterreich. Erinnerungszeichen zu Widerstand, Verfolgung, Exil und Befreiung, mandelbaum verlag 2011